# Pavló Zahrebelni
Pavló Argipovich Zahrebelni (en ucraniano: Павло Архипович Загребельний; Solósine, 25 de agosto de 1925 - Kiev, 3 de febrero de 2009) fue un novelista soviético ucraniano.

## Biografía
Se graduó de la escuela secundaria en 1941. Ese mismo año, cuando Alemania invadió la Unión Soviética en la Segunda Guerra Mundial, se alistó en el Ejército Rojo, participó en la batalla de Kiev y resultó gravemente herido. Tras recuperarse, fue devuelto al servicio nuevamente y recibió otra herida grave en agosto de 1942. En esa ocasión, fue capturado y estuvo en un campo de prisioneros de guerra nazi hasta febrero de 1945.
Tras su liberación, trabajó para la misión militar soviética en Alemania occidental y luego trabajó como periodista en una granja colectiva. Comenzó a estudiar filología en la Universidad Nacional de Dnipropetrovsk y se graduó en 1951. A esto le siguieron varios puestos editoriales; en particular como editor jefe adjunto de la revista Vitchyzna, fue editor en jefe de Literaturna Ukrayina de 1961 a 1963. Fue durante este tiempo cuando comenzó a escribir novelas.
Zahrebelni se involucró después en el PCUS. De 1973 a 1986, ocupó varios cargos en la Unión Nacional de Escritores de Ucrania, hasta llegar a ser primer secretario, a pesar de los esfuerzos del poeta Borís Oliynyk por negarle ese puesto. Fue galardonado con el Premio Nacional Tarás Shevchenko en 1974 y el Premio Estatal de la URSS en 1980. También recibió el premio Héroe de Ucrania por sus obras el 25 de agosto de 2004.
El 5 de febrero de 2009, el presidente Víktor Yúshchenko presentó sus últimos respetos a Zahrebelni. En diciembre de 2022, la calle Nikolái Raevski de Kiev pasó a llamarse calle Pavló Zahrebelni.

## Obras
Una de sus novelas más conocidas es Roksolana (1980), sobre la vida de Anastasia Lisovska, una chica de Galitzia que se convirtió en esposa del sultán Solimán el Magnífico y realizó un papel prominente, durante el siglo XVI, en el Imperio otomano.
Sus obras han sido traducidas a 23 idiomas.
- Dyvo
- Epraksiya
- Yaroslav Mudryi
- Yevprasksiya
- Yuliya abo zaprosennya do samovbyvstva
- Pervomist
- Pivdennyi komfort
- Roksolana
- Smert' u Kyyevi
- Tysiacholitniy Mykolay